# Виванкос, Бернат
Бернат Виванкос-и-Фаррас (кат. Bernat Vivancos i Farràs; род. 1973, Барселона) — каталонский композитор и хоровой дирижёр.
В детстве пел в хоре мальчиков Эсколания де Монсеррат, затем в 2007—2014 гг. возглавлял его. Учился в Барселоне у Давида Падроса (композиция) и Марии Канальс (фортепиано), затем окончил Парижскую высшую школу музыки, где среди его учителей были Ги Рейбель, Фредерик Дюрьё, Ален Лувье и Марк-Андре Дальбави. В 2000 г. совершенствовал своё мастерство в Осло под руководством Лассе Туресена. С 2003 г. профессор композиции и оркестровки в Каталонской школе музыки. В 2014—2015 гг. был композитором-резидентом Дворца каталонской музыки в Барселоне.
Среди сочинений Виванкоса особое место занимает хоровая музыка религиозного содержания. Критика сравнивала её с хоральными сочинениями Оливье Мессиана и Дьёрдя Лигети, указывая, однако, на более гармоничный, дружественный к слушателю характер сочинений каталонского композитора. Два двойных альбома хоровых произведений Виванкоса записал Хор Латвийского радио под руководством Сигварда Клявы.